# 31. lahki topniški polk protiletalske obrambe (JLA)
Za druge 31. polke glejte 31. polk.
31. lahki topniški polk protiletalske obrambe je bil artilerijski polk protiletalske obrambe v sestavi Jugoslovanske ljudske armade.
Enota je bila nastanjena v Sloveniji pred in med slovensko osamosvojitveno vojno.

## Organizacija
31. december 1990
- poveljstvo
- namestitveni vod
- poveljniška baterija
- lahka baterija 20/3 mm
- lahka baterija 20/3 mm
- srednja lahka baterija 30/2 mm
- srednja lahka baterija 30/2 mm
- zaledna četa